# Hang
El hang es un instrumento de percusión melódico conformado por una pieza hueca de metal esferoide oblata, con abolladuras en su superficie de diferentes formas y tamaños que al ser percutidas con las manos producen diferentes notas y escalas musicales. Fue desarrollado en mayo de 1999 por Felix Rohner y Sabina Schärer de Panart en Berna, Suiza. Actualmente se ha dejado de fabricar.
Felix Rohner y Sabina Schärer crearon el primer prototipo de Hang (plural: Hanghang) Hang quiere decir “hand” (mano) en el dialecto suizo-germano de Berna. Pronunciación: [haŋ]. Su desarrollo comenzó tras varios años de investigación, afinación y mejoras en metales específicos para la construcción del Steelpans. También contribuyeron al nacimiento del Hang diversos estudios en Gongs, Gamelanes, Ghatam, Udus, tambores y campanas.
El hang dejo de ser fabricado, la compañía creadora del instrumento, perteneciente a Felix Rohner y Sabina Schärer, y por ende ya no es posible conseguir uno directamente por parte de ellos.

## Estructura
La estructura del hang tiene una característica forma de “plato volador”, resultado de pegar dos “cascos” nitrurados en sus bordes. Dentro del instrumento hay un vacío, y la cara exterior tiene ornamentos armónicos o membranas esculpidas, producidas a golpe de martillo. Dichas membranas son normalmente excitadas utilizando los dedos, las cuales son dinámicas y ricas en armónicos sin utilizar ninguna fuerza adicional.
El Hang vio la luz en el año 2000 y fue presentado en el festival Musikmesse de Frankfurt, Alemania.

## Evolución

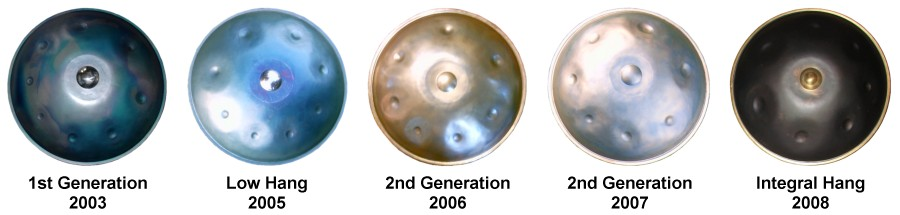
Evolución del Hang

Si observamos las primeras generaciones de Hang, podemos apreciar cómo estás tenían un sonido mucho más metálico, agudo y con armónicos que remiten a los matices del Steelpan. Estos notorios armónicos superiores, que no fueron anulados deliberadamente por los afinadores, le daban ese timbre característico. En ese entonces hacían decenas de escalas, y a medida que las generaciones fueron avanzando, las escalas se fueron acotando. Hasta que finalmente en 2008, con el nacimiento del Integral Hang, todo se resumió a una sola escala. Re menor. La escala “integral” y la que mejor se acomodaba a la arquitectura del instrumento.
El Free Integral Hang (imagen de cabecera), es el pináculo del trabajo de PANArt respecto a su creación, es un instrumento afinado sin ningún tipo de apoyo digital ni analógico. La escala de base es Re menor, pero todos son diferentes. Pese a que todos están en Re menor, no pueden sonar entre sí ni con otros instrumentos, excepto percutivos. A los oídos de algunos es un Hang desafinado. Para otros, es una pieza increíble y única.

## Distribución
Hasta 2009 solamente se habían producido alrededor de 6000 instrumentos, ya que sólo los fabricaban sus dos creadores. Además, únicamente se conseguían viajando personalmente a la casa matriz en Berna (Suiza). Previamente, se debía escribir una carta o enviando un e-mail. En caso de haber sido seleccionada la misma carta, se adjuntaría una invitación para ingresar a Hang Bauhaus y seleccionar su Hang. Actualmente, no se construyen más HangHang, dando lugar a sus últimas creaciones: Gubal, Hang Gudu, Hang Urgu, Hang Bal, Hang Gede, Pang Sei, Pang Sai, Pang Sui.